# Јелоустоун (река)
Јелоустоун (енгл. Yellowstone River) је река која протиче кроз САД. Дуга је 1.091 km. Протиче кроз америчке савезне државе Вајоминг, Монтану и Северну Дакоту. Улива се у Мисури.